# Les Yeux de diamant
Pour les articles homonymes, voir Diamant (homonymie).
Les Yeux de diamant (Fleeced) est un roman américain de Carol Higgins Clark paru en 2001. Il s'agit d'un titre appartenant à la série de l'enquêtrice Regan Reilly.
Le roman est traduit en français en 2002 par Michel Ganstel  (ISBN 2-253-09917-1).

## Résumé
Le club des pionniers va fêter son centenaire dans le quartier de Gramercy Park à New York. Or, depuis quelque temps, il se produit des évènements mystérieux et sinistres dans ce respectable établissement : la mort d’un des plus anciens membres et la disparition du don qu’il comptait faire au club afin de le sauver de la faillite : des diamants.
Mais voilà, Regan Reilly va enquêter...